# 韋爾斯頓 (密歇根州)
韋爾斯頓（英語：Wellston）是位於美國密歇根州馬尼斯蒂縣諾曼鎮區的一個普查規定居民點。

## 人口
根據2020年美國人口普查的數據，韋爾斯頓的面積為2.63平方千米，當中陸地面積為2.52平方千米，而水域面積為0.11平方千米。當地共有人口254人，而人口密度為每平方千米96.58人。